# ANTARES

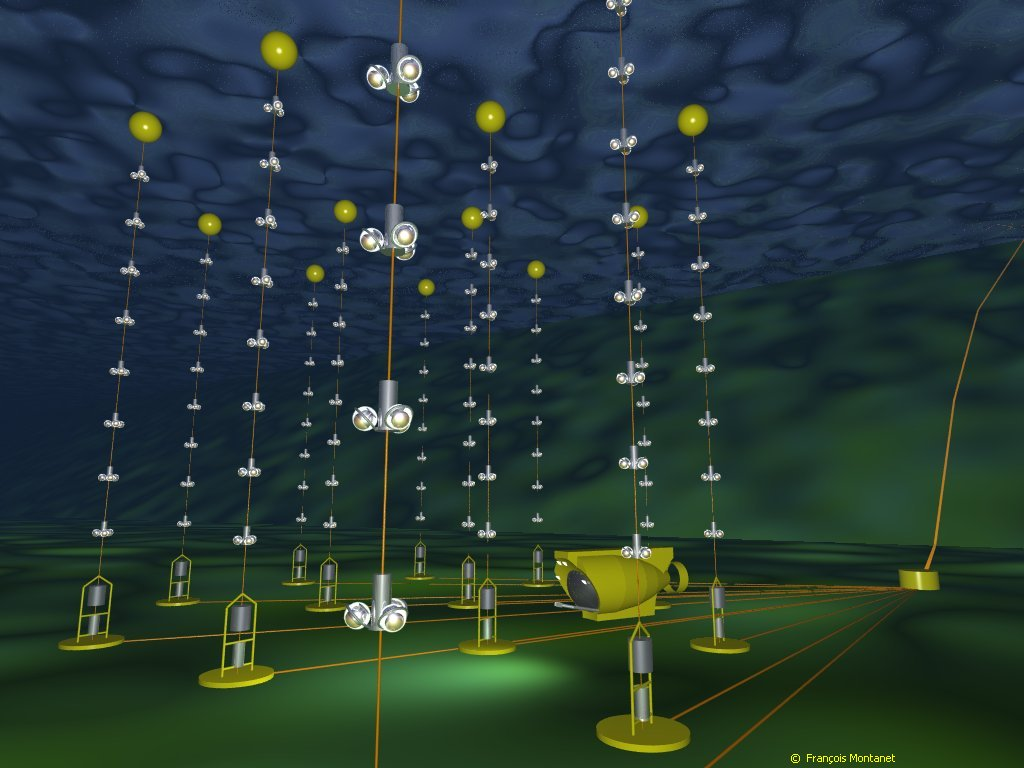
Художнє зображення нейтринного детектора ANTARES і підводного човна Наутіл.

ANTARES (англ. Astronomy with a Neutrino Telescope and Abyss environmental RESearch, астрономія з нейтринним телескопом і дослідження середовища безодні) — нейтринний детектор, що у 2008—2022 роках працював на дні Середземного моря на глибині 2,5 км біля узбережжя Франції, недалеко від Тулона. Реєстрував високоенергетичні нейтрино космічного походження, які надходили з південної півкулі Землі, пройшовши Землю наскрізь. Експеримент був визнаним експериментом CERN.

## Конструкція
Телескоп містить набір із дванадцяти окремих вертикальних тросів, кожен з яких має довжину близько 350 метрів містить 75 оптичних модулів з фотопомножувачами. Троси закріплені на дні моря на глибині близько 2,5 км, на відстані приблизно 70 метрів один від одного. Коли нейтрино потрапляють у південну півкулю, вони здебільшого продовжують подорож прямо крізь Землю. Кожне мюонне нейтрино має невелику ймовірність провзаємодіяти з водою в Середземному морі, народивши високоенергетичний мюон. Коли цей мюон проходить через воду, він вивільняє черенковське випромінювання, яке реєструють фотопомножувачі ANTARES. За напрямком руху ANTARES відрізняє ці мюони, що летять вгору, утворені мюонними нейтрино, від набагато численніших мюонів, що летять вниз, утворених космічними променями.
На відміну від нейтринних телескопів AMANDA та IceCube на Південному полюсі, ANTARES використовує середовищем не лід, а воду. Оскільки світло у воді розсіюється менше, ніж у льоду, це призводить до кращої роздільної здатності. З іншого боку, вода містить більше джерел фонового світла, ніж лід (радіоактивні ізотопи калію-40 у морській солі, біолюмінесцентні організми), що призводить до вищих порогових енергій детектування нейтрино для ANTARES у порівнянні з IceCube та робить необхідними складніші методи придушення фону.

## Історія
Випробування обладнання для телескопа почалося в 2000 році. Обладнання, опосередковано пов'язане з детектором, наприклад сейсмометр, було встановлено в 2005 році. Перший трос з фотопомножувачами був встановлений у лютому 2006 року. У вересні 2006 року був успішно підключений другий трос. Троси 3, 4 і 5 були розгорнуті в кінці 2006 року і підключені в січні 2007 року. Після цього ANTARES став найбільшим нейтринним телескопом у Північній півкулі, обійшовши за розміром Байкальський нейтринний телескоп. Троси 6, 7, 8, 9 і 10 були запущені з березня по початок листопада 2007 року і підключені в грудні 2007 і січні 2008 року. З травня 2008 року детектор працював в повній 12-лінійній конфігурації. Будівництво ANTARES було завершено 30 травня 2008 року, через два роки після розгортання першого троса.
Будівництво детектора виконувалось у співпраці з Французьким океанографічним інститутом IFREMER, який зараз використовував дистанційно-керований підводний апарат «Віктор», а для деяких попередніх операцій застосовувався підводний човен Наутіл.
У лютому 2022 року, після 16 років безперервної роботи, ANTARES завершив збір даних.

## Результати
ANTARES виявляв високоенергетичні нейтрино в діапазоні 1010−1014 електронвольт (10 ГеВ — 100 ТеВ), що надходять з південної півкулі, пройшовши Землю наскрізь. Про перші виявлення нейтрино телескопом ANTARES повідомили в лютому 2007 року.
За даними 6 років спостережень не було виявлено жодного точкового джерела нейтрино в галактичному центрі. Були виміряні осциляції атмосферних нейтрино.

## Океанологічні дослідження
Окрім основного оптичного детектора космічних нейтрино, експеримент ANTARES також містить низку інструментів для вивчення глибоководного середовища: солоності води, вмісту кисню, профілів морських течій, пропускання світла, швидкості звуку. Також встановлено систему камер для автоматичного відстеження біолюмінесцентних організмів. Результати цих приладів передають океанологічним інститутам, які співпрацюють з проєктом ANTARES.